# NGC 2811
NGC 2811 est une galaxie spirale barrée située dans la constellation de l'Hydre. NGC 2811 a été découverte par l'astronome germano-britannique William Herschel en 1785.

## Caractéristiques
Sa vitesse par rapport au fond diffus cosmologique est de 2 690 ± 37 km/s, ce qui correspond à une distance de Hubble de 39,7 ± 2,8 Mpc (∼129 millions d'al).
À ce jour, 11 mesures non basées sur le décalage vers le rouge (redshift) donnent une distance de 37,200 ± 25,132 Mpc (∼121 millions d'al), ce qui est à l'intérieur des valeurs de la distance de Hubble.
La classe de luminosité de NGC 2811 est I et elle présente une large raie HI.

## Supernova
La supernova SN 2005am a été découverte dans NGC 2811 le 22 février 2005 par l'astronome R. Martin de l'observatoire de Perth en Australie-Occidentale. Cette supernova était de type Ia.